# Cucumovirus
Genre
Espèces de rang inférieur
- virus de la mosaïque du concombre (CMV)
- virus de la mosaïque de l'arachide (PSV)
- virus de l'aspermie de la tomate (TAV)

Cucumovirus est un genre de virus qui infecte les plantes (phytovirus). Ce genre est rattaché à la famille des Bromoviridae. Il comprend trois espèces officiellement décrites, dont le CMV (Cucumber mosaic virus), le virus de la mosaïque du concombre, qui est l'espèce-type.
Ce sont des virus à ARN simple brin à polarité positive (ssRNA). Les virions, non enveloppés, sont constitués d'une capside à symétrie icosaédrique d'environ 25 nm de diamètre). Le génome, tripartite, est constitué de trois segments d'ARN, ARN1, ARN2 et ARN3, de 3,4 kb, 3 kb et 2,2 kb respectivement.
Ces virus sont le plus souvent transmis par des insectes vecteurs de l'ordre des Hémiptères et de la famille des Aphididae (pucerons), sur un mode non persistant, mais aussi par inoculation mécanique, et parfois par les graines.

## Référence biologique
- (en) ICTV : Cucumovirus  (consulté le 25 janvier 2021)